# Kraftwerk Sonne Freienhufen
Das Kraftwerk Sonne Freienhufen ist seit Januar 2008 ein Ersatzbrennstoffkraftwerk und eine Müllverbrennungsanlage mit einer Gesamtleistung von 66 Megawatt im Ortsteil Freienhufen der Stadt Großräschen im Landkreis Oberspreewald-Lausitz im Süden des Landes Brandenburg. Es entstand ursprünglich mit der Errichtung der Braunkohlekraftwerkes Renate-Eva gegen Ende des 19. bzw. Anfang des 20. Jahrhunderts und der dazugehörigen Brikettfabriken. Zur DDR-Zeit entstanden auf dem Gelände schließlich die Brikettfabriken Sonne I und II, aus denen das heutige Kraftwerk hervorging.

## Geschichte

### Kraftwerk Renate-Eva
Nach Braunkohlefunden in der Region zwischen Großräschen und Senftenberg wurde im Jahr 1896 unmittelbar südöstlich des heutigen Kraftwerkstandortes die Kohlegrube „Renate“ geöffnet. Im gleichen Jahr entstand auf dem heutigen Betriebsgelände eine gleichnamige Brikettfabrik. Als Wohnsiedlung für die Arbeiter wurde südlich der Fabrik im südöstlichen Teil des Gebietes der damaligen Gemeinde Dobristroh (heute Freienhufen) die Siedlung „Grube Renate“ gebaut, von der heute nichts mehr erhalten ist. 1897 wurde der Betrieb der Brikettfabrik „Renate“ mit acht Brikettpressen aufgenommen, in der die in der Kohlegrube geförderte Braunkohle zu Briketts verarbeitet wurde. Wenig später erfolgte die Öffnung der anderthalb Kilometer südlich gelegenen Grube „Eva“.
1901 wurde die für die Grube „Eva“ errichtete Brikettfabrik mit zehn Brikettpressen und zehn Röhrentrocknern in Betrieb genommen. Beide Fabriken waren elektrisch miteinander gekoppelt. Nachdem die Gruben Renate und Eva erschöpft waren, wurden die Brikettfabriken mit Braunkohle aus der bei Rauno gelegenen Grube Ilse versorgt. Das Kraftwerk entstand für die Stromproduktion zum Betrieb der beiden Brikettfabriken und wurde 1926 zu einem Hochdruckkraftwerk ausgebaut.

### Kraftwerke Sonne I und II
Nach dem Ende des Zweiten Weltkrieges wurden die Brikettfabriken und das Kraftwerk als Reparationsleistungen an die Sowjetunion abgebaut. Danach entstanden ersatzweise zunächst die Brikettfabrik „Sonne I“, die 1954 ihren Betrieb aufnahm. Ab 1959 erfolgte der Bau der Fabrik „Sonne II“, der 1961 fertig gestellt wurde. Die Fabrik „Sonne I“ war nach ihrer Fertigstellung mit 21 Pressen und dreizehn Röhrentrocknern ausgestattet. Die kleinere Fabrik „Sonne II“ wurde zunächst mit fünfzehn Pressen und fünf Trocknern betrieben. Aufgrund der hohen Auslastung wurde die Fabrik „Sonne II“ im Jahr 1971 erweitert. Eine am 25. Juni 1981 in der Fabrik in Betrieb genommene Brikettpresse mit einer Tagesproduktion von 600 Tonnen Briketts galt zu diesem Zeitpunkt als die leistungsstärkste der Welt. Die Jahresproduktion lag zu dieser Zeit bei 2,5 Millionen Tonnen Braunkohlebriketts pro Jahr.
Im Jahr 1961 wurde die Endausbaustufe des Kraftwerkes Sonne erreicht. 1986 wurde im Kraftwerk eine Kohletrübeaufbereitungsanlage zur Verringerung der Umweltbelastung in Betrieb genommen. In dieser werden die Abwässer des Kraftwerkes zurückgewonnen und gereinigt. Zwischen 1988 und 1992 wurden drei der inzwischen maroden Dampfkessel ersetzt, ein weiterer wurde 1989 rekonstruiert. Ebenfalls 1989 wurde am Trockenhaus der zweiten Fabrikhalle eine Brüdenwärmerückgewinnungsanlage installiert, mit deren gewonnener Wärme mehrere Wohngebiete der Stadt Großräschen versorgt wurden. Die Fabrik „Sonne I“ wurde 1989 zu einer Staubmahlanlage umgebaut.

### Heutige Nutzung

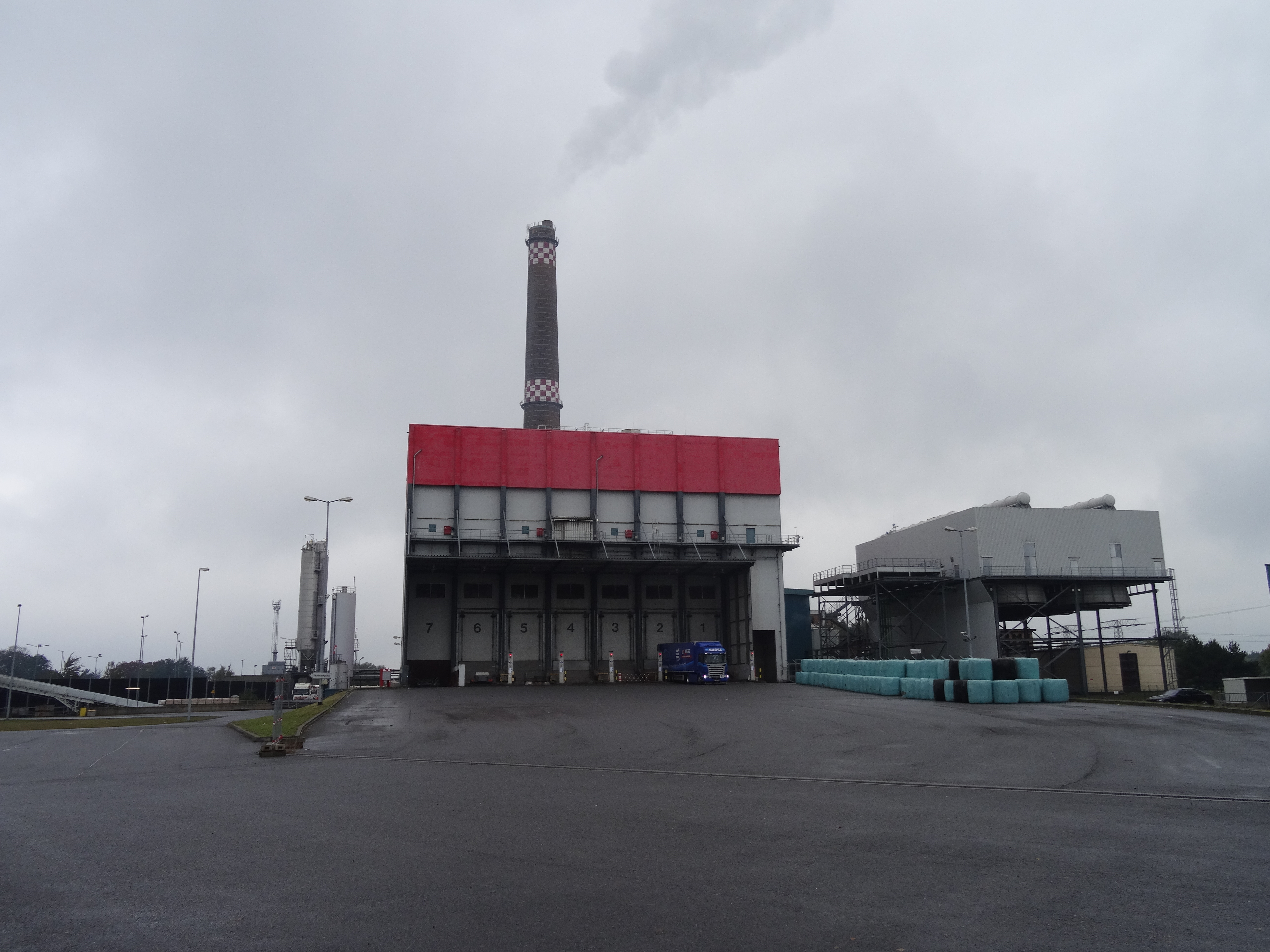
Müllverbrennungsanlage

Am 31. März 1996 wurde die Fabrik „Sonne II“ stillgelegt, nachdem die Brikettproduktion dort bereits im April des Vorjahres eingestellt worden war. Am 30. Juni 1997 erfolgte die endgültige Stilllegung der Brikettfabriken. Nach der Stilllegung begann man mit der Projektierung eines Ersatzbrennstoffkraftwerkes. Am 15. März 2006 erfolgte die Grundsteinlegung für den Bau der Anlage, die im Januar 2008 ihren Betrieb aufnahm. Das Kraftwerk produziert Strom für rund 46.000 Haushalte.